# 尹致远
 尹致远（英語：Chi-Won Yoon, 1959年6月2日—）是一位韩国企业家，金融家。原瑞银集团亚太区域主席兼CEO和瑞银证券董事会成员，同时担任MIT斯隆管理学院亚洲执行董事会主席和MIT戈卢布金融与政策中心顾问。

## 生平
1959年出生于韩国，1982年毕业于麻省理工学院电气工程学，1986年毕业于斯隆管理学院。曾担任美国国家航空航天局通信卫星电气工程师。毕业后在美林证券纽约所和雷曼兄弟纽约和香港所工作。1997年加入瑞银集团担任股本衍生工具总裁，2004年开始管理亚洲股票部门。 2008年3月接替施许怡敏担任瑞银集团香港所证券部门总裁。2009年6月至2010年11月担任瑞银集团亚太区总裁和首席执行官。2010年11月担任联合总裁和首席执行官，2012年3月再次回归总裁和首席执行官。2016年末，他从瑞银集团休假。